# Святой Бонифаций
Бонифа́ций или Бонифа́тий или Вонифа́тий (лат. Bonifatius), тж. Винфрид (лат. Winfried, Winfrid, Wynfreth; 672/673, Кредитон, королевство Уэссекс (сейчас — в графстве Девоншир на юго-западе Англии) — 5 июня 754, возле Доккума, в наст. время — Фрисландия) — архиепископ в Майнце, наиболее видный миссионер и реформатор церкви в государстве франков, прославившийся как Апостол всех немцев.

## Жизнь
Винфрид воспитывался в монастырях ордена Св. Бенедикта в Эксетере и Натселле (близ современного Саутгемптона в графстве Гемпшир). В Натселле в возрасте 30 лет он был рукоположён в сан священника. Его основными занятиями были преподавание грамматики и стихосложение. Но в 716 году Винфрид решает покинуть монастырь и, став миссионером, отправляется в дремучие леса на востоке империи франков. К этому времени он уже успел стать достаточно известным учёным, а, кроме того, и автором одной из новых латинских грамматик.
Винфрид был вторым миссионером (после утрехтского епископа Виллиброрда), пришедшим с Британских островов для того, чтобы обратить язычников-саксов в христианство. В 719 году Винфрид получает благословение папы Григория II и принимает имя Бонифаций.
Миссионерские путешествия Бонифация были чем-то вроде экспедиций к языческим племенам, в которых его сопровождала большая свита, включавшая в себя также и воинов с ремесленниками. Во время таких экспедиций на материк основывались небольшие поселения и монастыри. Некоторые источники сообщают об одном необычном событии, якобы имевшем место на севере Гессена, близ Гайсмара: неподалёку от пограничного укрепления франков стояло священное для германцев-язычников дерево — Дуб Донара (Дуб Тора). Бонифаций решился срубить его. Присутствовавшие при этом язычники ожидали гнева своего бога, но, как оказалось, напрасно. Они были поражены тем, как легко пала их святыня. Из срубленного священного дерева Бонифаций распорядился возвести во Фритцларе капеллу Св. Петра. Сегодня на этом месте находится монастырь и церковь Св. Петра.
Неизвестно, что заставило 80-летнего Бонифация отправиться в очередную миссию к язычникам фризам. Легенды повествуют, что он хотел принять мученическую смерть. Но даже если его смерть и не была мученической в строгом смысле (согласно некоторым источникам, Бонифаций был убит во время ограбления), большое значение имело его незамедлительное причисление к лику святых, что, возможно, имело под собой политические причины.

## Значение
Особая историческая роль Бонифация заключается в том, что его деятельность была направлена на создание в восточных землях церковных структур, подчинённых центру папства Риму. Именно так организовывалась церковь на Британских островах, и именно её Бонифаций представлял, в отличие от своих ирландско-шотландских предшественников на континенте. Начало миссионерской деятельности Бонифация не было вполне успешным, но вскоре ему удалось получить благословение папы, что постепенно обеспечило ему необходимый авторитет и поддержку франкской знати. Своей деятельностью Бонифаций распространял влияние Рима на происходящее в западной и центральной частях Европы. Поддержка Рима была залогом успеха миссионерской деятельности, но, более того, Бонифацию удалось заложить основы церковной иерархии с центром в Риме, независимой в своих решениях от светской власти. Всё же ему не удалось создать такую церковную иерархию, которая была бы полностью независима от интересов знати (для этого ему была необходима поддержка кого-либо из светских правителей). Но именно Бонифаций, распространявший власть Рима как центра христианства, заложил фундамент становления христианской Европы. Ему удалось убедить Карла Мартелла и вождей некоторых германских племён, что христианство имеет множество преимуществ, среди которых и огромный культурный и политический потенциал единения.
Ежегодно в Фульде, где погребён Бонифаций, собирается конференция немецких епископов.
Часть мощей Святого Бонифация находится в церкви Св. Хильдегарды и Иоанна в Эйбингене (Рейнгау), где Хильдегардой Бингенской были собраны мощи многих святых.
В 1250-ю годовщину смерти святого мученика Бонифация в июне 2004 г. были проведены многочисленные памятные мероприятия в Кредитоне, Доккуме, и Фульде. Кроме того, был поставлен мюзикл Bonifatius — Das Musical, рассказывающий о жизни Бонифация.

## Иконография
Святого Бонифация изображают в образе бенедиктинского монаха или епископа. Иконографическими атрибутами святого являются срубленный дуб, топор и пронзенная мечом книга (евангелиарий). Древнейшее известное изображение — на крышке переплета «Codex aureus» из Эхтернаха, датируется 983—991 годами.

## Основные события в жизни Бонифация
- 716 — англосаксонский миссионер Винфрид начинает свою миссию на континенте.
- 719 — Винфрид получает благословение папы Григория II перед началом миссии в Германии, и принимает имя Бонифаций . Его путь лежит через Фрисландию, Тюрингию, Саксонию, Гессен и Баварию, где он проповедует.
- 722 — папа Григорий II посвящает Бонифация в епископы.
- 723 — Бонифаций срубает священное для германцев-язычников дерево Дуб Донара (близ Фритцлара).
- 724 — Бонифаций основывает церковь Св. Петра во Фритцларе.
- 732 — папа Григорий III назначает Бонифация архиепископом восточной Франкской Империи.
- 738 — Бонифаций назначается легатом папы в королевстве франков.
- 739 — Бонифаций основывает епархию Фрайзинга, позже ставшей княжествои-епископством.
- 742 — города Вюрцбург, Бюрабург и Эрфурт становятся епископствами. Бонифаций назначает Брукарда епископом в Вюрцбурге, Витту — в Бюрабурге. Бонифаций вместе с Карлманном из рода Каролингов предпринимает попытки начать реорганизацию церкви во Франкском королевстве.
- 744 — ученик Бонифация монах-бенедиктинец Стурмий основывает Фульдский монастырь.
- 747 — Бонифаций становится епископом Майнца (титула архиепископа он удостоен лишь ad personam, то есть за личные заслуги, так как Майнц становится архиепископством лишь в 781/82 гг.).
- 751 — с позволения папы провёл церемонию коронации майордома Пипина Короткого в Суассоне. (Повторно коронация, уже с обрядом помазания, проводится папой Стефаном II 7 января 754 г. в Сен-Дени).
- 5 июня 754 — Бонифаций и 50 человек его свиты убиты близ Доккума при попытке совершить обряд крещения. Тело Бонифация было сперва доставлено в Майнц, а затем погребено в соборе г. Фульды.

## Мюзикл
В 2004 г. (1250-я годовщина смерти Бонифация) в Фульде был поставлен мюзикл, изображающий жизнь святого. Представление имело успех, и было запланировано поставить его также и в 2005 г. Роль Бонифация в мюзикле играет Итан Фримэн (Ethan Freeman).